# Movimento Revolucionário Internacionalista
Movimento Revolucionário Internacionalista (MIR -  em inglês: Revolutionary Internationalist Movement) é uma organização internacional maoísta. Fundado em 1984, pretende pretende unir o que denomina "Marxismo-Leninismo-Maoísmo" de todas as partes do mundo numa única tendência política. O MRI acredita que a estratégia Maoísta conhecida também como Guerra Popular é a estratégia mais eficaz de uma revolução marxista num mundo em desenvolvimento. O MRI publica uma revista com o nome "Um Mundo a Ganhar" (em inglês: A World To Win) .

## Membros fundadores
Foi fundado numa conferência em março de 1984 com os seguintes partidos fundadores:
- União Comunista Iraniana
- Comitê Central da Reorganização, Partido Comunista da Índia
- Partido Comunista do Ceilão
- Partido Comunista do Peru
- Partido Comunista da Turquia
- Grupo Revolucionário Internacionalista Haitiano
- Partido Comunista do Nepal
- Grupo Bandeira Vermelha da Nova Zelândia
- Grupo Comunista do Nottingham
- Grupo Comunista Revolucionário da Colômbia
- Partido Comunista Revolucionário dos Estados Unidos
- Grupo Comunista de Stockport[4]
- Partido Comunista da Índia (Maoista)

Dos membros fundadores do MIR, o Partido Comunista do Nepal manteve uma Guerra popular, e o Partido Comunista do Peru (sendero luminoso), o Partido Comunista da Turkia/ML e o Partido Comunista da Índia (Maoista) seguem mantendo suas guerrilhas até hoje. O MIR também mostrou apoio pela insurgência Maoista nas Filipinas, liderada pelo Partido Comunista das Filipinas.